# Thromboseprophylaxe
Die Thromboseprophylaxe bzw. Thromboembolieprophylaxe fasst alle therapeutischen Maßnahmen und sämtliche Vorgänge in der Behandlungspflege zusammen, die der Vorbeugung der Entstehung einer Thrombose dienen.

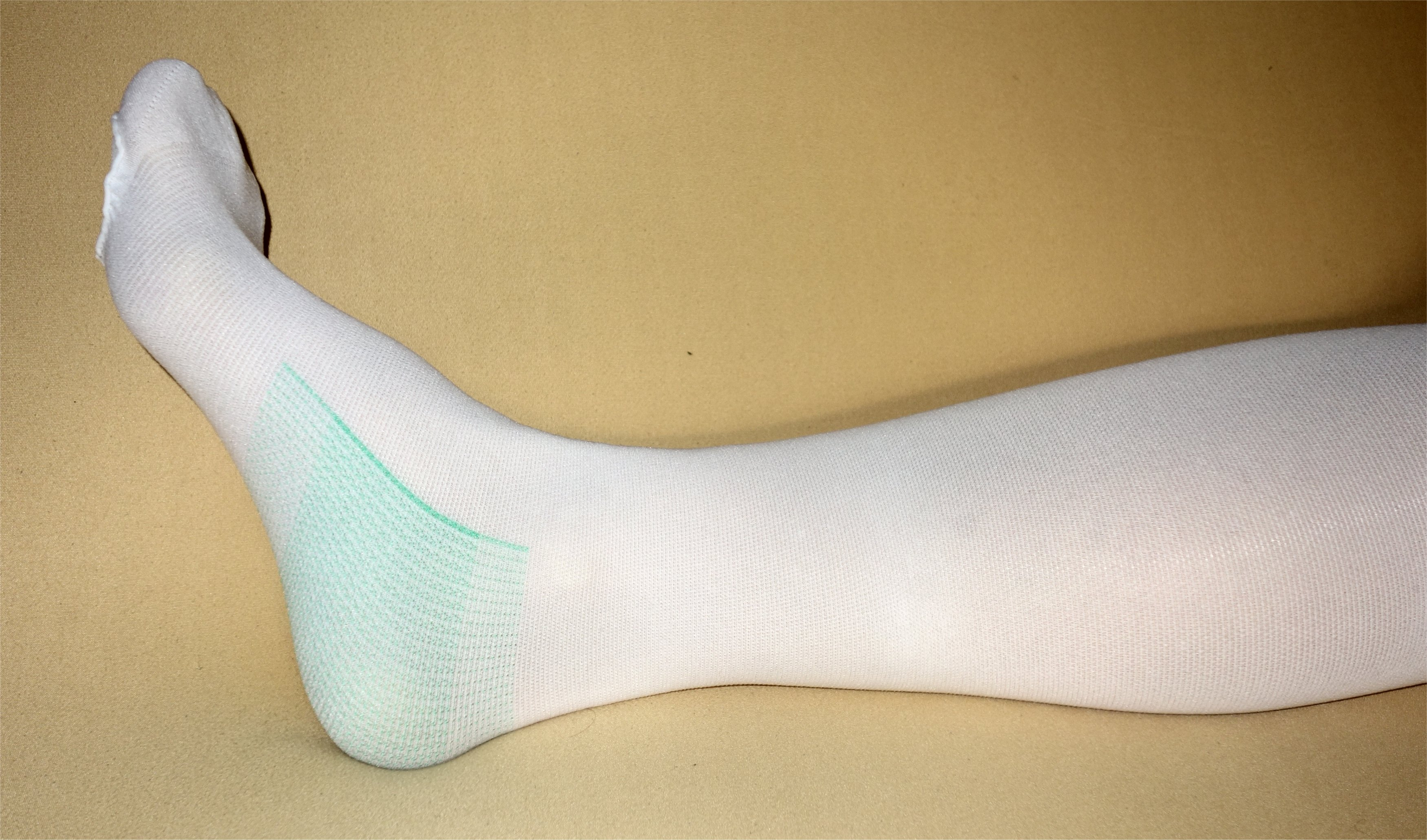
Thromboseprophylaxestrumpf

## Ziele und Formen
Ein Blutgerinnsel innerhalb der Blutgefäße, ein sogenannter Thrombus, kann eine Thrombose auslösen. Je nach Lokalisation des Thrombus wird zwischen arteriellen und venösen Thrombosen unterschieden. Eine Thrombose kann in vielen Regionen des Körpers entstehen, aber die Maßnahmen im Rahmen der Thromboseprophylaxe zielen in erster Linie auf die Vorbeugung der tiefen Beinvenenthrombose ab. Die Thromboseprophylaxe soll hierfür den als Virchow-Trias bezeichneten drei Ursachen der Thrombose entgegenwirken: den venösen Rückfluss des Blutes stärken, gleichzeitig die Gerinnungsbereitschaft des Blutes senken und Schädigungen der Venenwände vorbeugen. Hierbei unterscheidet man zwischen medikamentöser und physikalischer Prophylaxe.

### Medikamentöse Prophylaxe

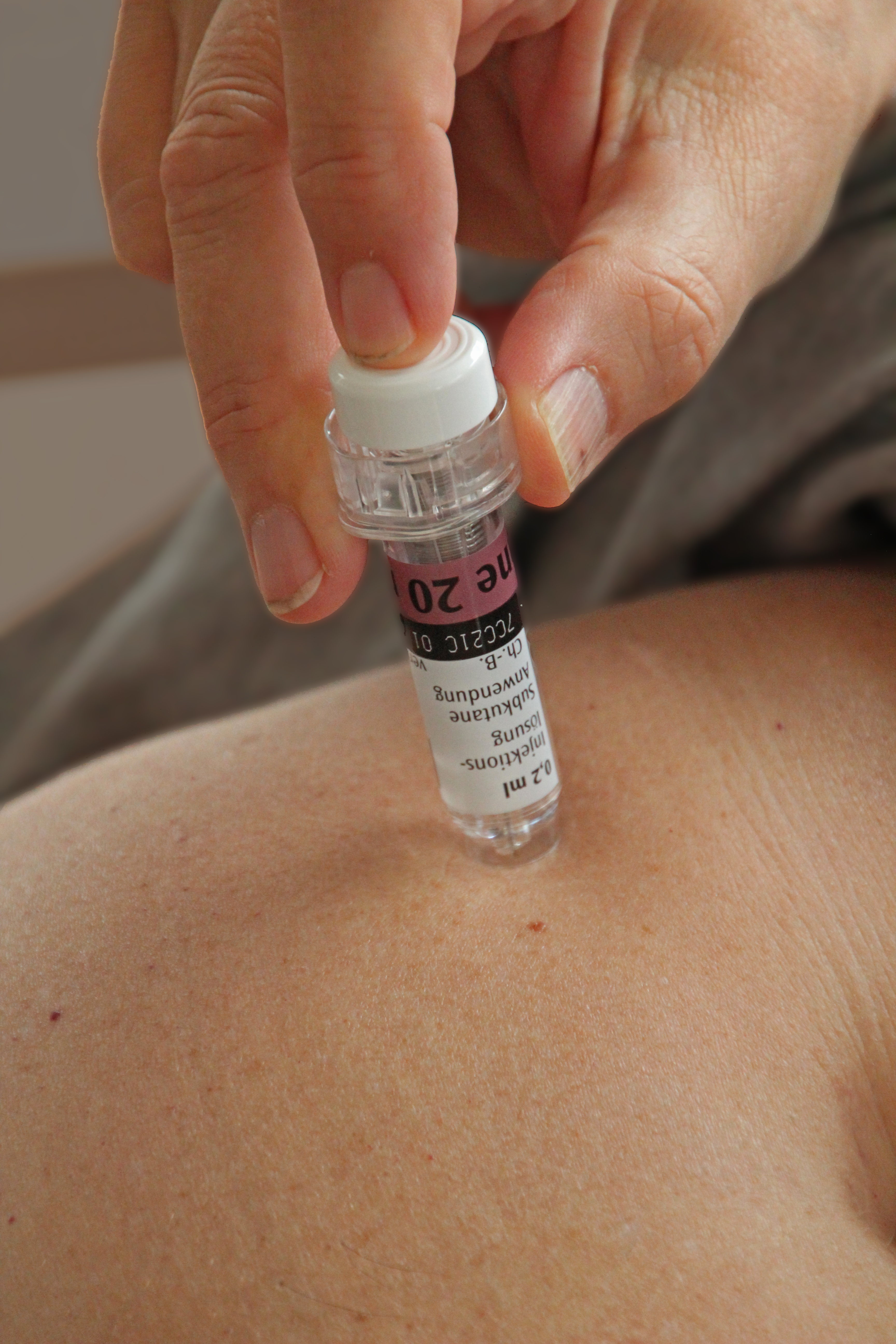
Thrombosespritze

In der medikamentösen Prophylaxe einer tiefen Beinvenenthrombose kommen Heparine, Fondaparinux und weitere Antikoagulantien zum Einsatz. Acetylsalicylsäure kommt aufgrund einer zu schwachen Wirksamkeit nur in zu begründenden Einzelfällen zur Anwendung.

### Physikalische Prophylaxe
Die Maßnahmen der physikalischen Prophylaxe wirken mit dem Ziel, den Blutfluss zu optimieren, mechanisch auf die Beine ein. Hierzu gehören pflegerische Maßnahmen, wie die Positionsunterstützung des Patienten, Bewegungsförderung und ein Ausstreichen und die Kompression der Venen. Wenn sich der Venendurchschnitt bei letztgenanntem Vorgang durch äußeren Druck verringert, erhöht sich der venöse Blutfluss. Hierfür kommen Medizinische Thromboseprophylaxestrümpfe (MTPS) zum Einsatz.
MTPS sind klar zu unterscheiden von den Medizinischen Kompressionsstrümpfen, die zur Behandlung von Ödemen, zum Beispiel bei Venenerkrankungen oder lymphatischen Erkrankungen dienen. MTPS sind nahtlos, erzeugen geringere Drücke als Medizinische Kompressionsstrümpfe und kommen im Gegensatz zu diesen in erster Linie bei liegenden Patienten zur Anwendung. Sie sind – je nach Hersteller – nach Maß oder als Konfektionsware erhältlich. Eine weitere Möglichkeit der Thromboseprophylaxe bietet die Intermittierende pneumatische Kompressionstherapie (IPK oder AIK), bei der eine elektrisch gesteuerte Pumpe eine am Bein angelegte Druckmanschette im Wechsel befüllt und leert.

## Indikationen, Anwendung und Erfolg
Die Thromboseprophylaxe erfolgt in erster Linie während eines Klinikaufenthalts im sogenannten „perioperativen Zeitraum“, also vor, während und nach einer Operation. Seit etwa 1970 ist die medikamentöse Thromboseprophylaxe vor operativen Eingriffen Allgemeingut geworden. Patienten, bei denen bestimmte Risikofaktoren vorliegen, sind besonders durch eine Thrombose gefährdet. Hierzu gehören: Lähmungen, starre Verbände, Schienenlagerung, schmerzbedingte Schonhaltung, Herzinsuffizienz, Chronisch-venöse Insuffizienz und Gefäßveränderungen, wie z. B. Krampfadern. Zur Auswahl der in Frage kommenden Maßnahmen wird auf Basis der bestehenden Risikofaktoren unterschieden in die primäre Prophylaxe, die erfolgt, wenn keine Venenerkrankung vorliegt, und die sekundäre Prophylaxe, die bei leichten Venenerkrankungen und subjektiven Beschwerdesymptomen zum Einsatz kommt.
Die Maßnahmen der Thromboseprophylaxe zielen ab auf:
- Faltenfreie Anlage der MTPS unter Vermeidung von Einschnürungen,
- Motivation des Patienten und Tolerierung der Maßnahmen und Mittel der physikalischen Prophylaxe,
- Gewährleistung des venösen Blutrückflusses im Liegen.